# Graphania hamiltoni
Graphania hamiltoni là một loài bướm đêm trong họ Noctuidae.